# Bryan Burk
Bryan Burk (sinh ngày 30 tháng 12 năm 1968) là một nhà sản xuất điện ảnh và truyền hình người Mỹ. Anh được biết đến với việc tham gia các dự án sản xuất điện ảnh cùng với đạo diễn J. J. Abrams, bao gồm loạt phim làm lại của Star Trek, hai phần phim Chiến dịch bóng ma và Quốc gia bí ẩn trong loạt phim Nhiệm vụ bất khả thi, phim điện ảnh Star Wars: Thần lực thức tỉnh, và các phim truyền hình Bí danh, Mất tích, Giải mã Kỳ án và Kẻ tình nghi. Tác phẩm duy nhất mà anh không đảm nhiệm vai trò sản xuất là tập phim "There's More Than One of Everything" của Giải mã Kỳ án khi anh đóng vai trò sáng tạo cốt truyện.

## Sự nghiệp
Sau khi tốt nghiệp USC's School of Cinema-Television vào năm 1991, Bryan Burk bắt đầu sự nghiệp của mình bằng việc hợp tác làm ăn với các nhà sản xuất Brad Weston của Columbia Pictures, Ned Tanen của Sony Pictures và John Davis của FOX. Năm 1995, anh gia nhập Gerber Pictures, và tại đây, tác phẩm thắng Giải Emmy James Dean đã ra đời.
Cùng với J. J. Abrams, anh thành lập nên hãng sản xuất Bad Robot Productions in 2001. Dưới vai trò Phó Giám đốc Điều hành của công ty, Burk đảm nhiệm vị trí nhà sản xuất điều hành cho mọi phim truyền hình và điện ảnh mà họ tham gia sản xuất.
Năm 2009, Burk và Akiva Goldsman tham gia viết cốt truyện cho tập cuối mùa thứ nhất của Giải mã Kỳ án có tên "There's More Than One of Everything", while Jeff Pinkner và J. H. Wyman wrote the teleplay.

## Danh sách phim

### Phim điện ảnh
| Năm  | Phim                                     | Vai trò            | Ghi chú     |
| ---- | ---------------------------------------- | ------------------ | ----------- |
| 2008 | Thảm họa diệt vong                       | Sản xuất           |             |
| 2009 | Star Trek                                | Sản xuất điều hành |             |
| 2010 | Morning Glory                            | Sản xuất           |             |
| 2011 | Super 8                                  | Sản xuất           |             |
| 2011 | Nhiệm vụ bất khả thi: Chiến dịch bóng ma | Sản xuất           |             |
| 2013 | Star Trek: Chìm trong bóng tối           | Sản xuất           |             |
| 2014 | Infinitely Polar Bear                    | Sản xuất điều hành |             |
| 2015 | Nhiệm vụ bất khả thi: Quốc gia bí ẩn     | Sản xuất           |             |
| 2015 | Star Wars: Thần lực thức tỉnh            | Sản xuất           |             |
| 2016 | Căn hầm                                  | Sản xuất           | [ 4 ] [ 5 ] |
| 2016 | Star Trek: Không giới hạn                | Sản xuất           |             |

### Phim truyền hình
| Năm       | Phim             | Vai trò                         | Ghi chú |
| --------- | ---------------- | ------------------------------- | ------- |
| 2001–2006 | Bí danh          | Đồng sản xuất                   |         |
| 2004–2010 | Mất tích         | Sản xuất điều hành              |         |
| 2005      | The Catch        | Sản xuất điều hành              | Tập đầu |
| 2006–2007 | What About Brian | Sản xuất điều hành              |         |
| 2006–2007 | Six Degrees      | Sản xuất điều hành              |         |
| 2008–2013 | Giải mã Kỳ án    | Sản xuất điều hành, viết truyện |         |
| 2009      | Anatomy of Hope  | Sản xuất điều hành              | Tập đầu |
| 2010      | Undercovers      | Sản xuất điều hành              |         |
| 2011–2016 | Kẻ tình nghi     | Sản xuất điều hành              |         |
| 2012      | Alcatraz         | Sản xuất điều hành              |         |
| 2012      | Shelter          | Sản xuất điều hành              | Tập đầu |
| 2012–2014 | Revolution       | Sản xuất điều hành              |         |
| 2013–2014 | Almost Human     | Sản xuất điều hành              |         |
| 2014      | Believe          | Sản xuất điều hành              |         |
| 2015      | Dead People      | Sản xuất điều hành              | Tập đầu |
| 2016      | 11.22.63         | Sản xuất điều hành              | [ 8 ]   |
| 2016      | Roadies          | Sản xuất điều hành              | [ 9 ]   |
| 2016      | Westworld        | Sản xuất điều hành              | [ 10 ]  |